# Dishonored
Dishonored é um jogo eletrônico de ação-aventura furtiva desenvolvido pela Arkane Studios e publicado pela Bethesda Softworks. Foi originalmente lançado para Microsoft Windows, PlayStation 3 e Xbox 360 em outubro de 2012, com uma remasterização para PlayStation 4 e Xbox One estreando em agosto de 2015. A história se passa na cidade industrial de Dunwall, focando-se em Corvo Attano, guarda-costas da imperatriz Jessamine Kaldwin que tornar-se um assassino depois de ser erroneamente acusado da morte da monarca, partindo à procura de vingança contra aqueles que conspiraram contra ele. Corvo é auxiliado em sua jornada por um grupo de resistência e pelo Estranho, um ser misterioso e poderoso que lhe concede habilidades mágicas.
O jogo é visto por uma perspectiva em primeira pessoa e permite que o jogador realize uma série de missões de assassinato de diversas maneiras, com grande ênfase nas escolhas. As missões podem ser completadas por meio de furtividade, combate ou uma mistura de ambos. Explorar cada nível abre novos caminhos e alternativas para se completar os objetivos, sendo possível finalizar todas as missões de maneira não letal. A história e as missões mudam de acordo com as ações do jogador. Habilidades mágicas e equipamentos foram projetados para serem combinados a fim de criarem efeitos novos e variados.
Várias versões diferentes de Dishonored foram desenvolvidas no decorrer de seus três anos de produção. Antes da criação de Dunwall, que foi inspirada nas cidades de Londres e Edimburgo do final do século XIX, o jogo se passava no Japão medieval e em Londres do século XVII. Jogadores teste descobriram métodos de explorar os poderes e habilidades disponíveis a fim de alcançar resultados inesperados; em vez de restringir essas técnicas, a equipe tentou resenhar os níveis para acomodá-las. A trilha sonora do jogo foi composta por Daniel Licht, que tentou representar a Londres do século XIX por meio da música.
Dishonored recebeu uma recepção positiva da crítica especializada. As narrativas individuais das missões e a liberdade de como completá-las foram os pontos mais elogiados, enquanto os principais defeitos apontados resumiram-se no enrendo como um todo, o qual foi considerado fraco e previsível, e problemas de controle do personagem do jogador. O título ganhou vários prêmios, incluindo o prêmio de melhor jogo de ação-aventura do Spike Video Game Awards de 2012 e um BAFTA Video Game Awards de melhor jogo em 2013. Uma sequência, intitulada Dishonored 2, foi lançada mundialmente em novembro de 2016.

## Jogabilidade
Dishonored é um jogo eletrônico de ação-aventura jogado a partir de uma perspectiva em primeira pessoa com ênfase em furtividade e uso de aparelhos e o ambiente para a eliminação de alvos. O mundo de jogo é uma série de áreas auto-contidas projetadas para permitirem vários caminhos de exploração em termos de movimento e poderes. O jogador é enviado entre as missões para uma área base onde pode interagir com aliados, receber informações sobre a próxima missão e objetivos alternativos e converter saques em novos equipamentos e melhoramentos. As áreas de jogo incluem docas, fábricas, palácios, ruas em distritos pobres e uma casa de banho. O jogador pode salvar seu progresso a qualquer momento, exceto durante situações de combate, com o jogo também incluindo um sistema de salvamento em pontos de verificação. O título tem quatro níveis diferentes de dificuldade que modificam a eficiência das poções de vida e mágica, percepção dos inimigos, dano infligido e responsividade.
Dishonored possui elementos comumente presentes em RPGs eletrônicos, como a habilidade de aprimorar poderes e realizar escolhas morais com um foco em consequências não lineares. O jogo foi pensado a fim de permitir que o jogador complete as missões sem precisar matar personagens não jogáveis, incluindo chefões e os alvos de assassinato. Por exemplo, em uma situação, o jogador pode escolher escolher realizar uma missão paralela para que em troca dois de seus alvos sejam sequestrados e escravizados. Cada missão possui meios diferentes de conhecer os ambientes e alcançar os alvos. Movimentação e exploração de níveis foram projetadas para apoiar as habilidades do jogador em vez de apresentar caminhos específicos destinados a um estilo de jogo em particular. Elementos específicos das missões, como a cor da roupa de um alvo, são randomizados, exigindo que o jogador explore as áreas de jogo a fim de encontrarem o alvo cada vez que a missão é jogada.
As ações do jogador não são julgadas como boas ou más, porém são avaliadas em um sistema de "caos" que registra a quantidade de fogo amigo, violência e mortes causadas. Isto modifica o mundo de jogo, afetando a história sem punir o jogador ou forçá-lo a escolher um estilo de jogo sobre o outro. Por exemplo, um personagem não jogável que desaprova violência pode recusar-se a ajudar o jogador ou até mesmo o trair. O jogo reage ao caos de modos roteirizados, como alteração de diálogos, e em modos dinâmicos, como aumentar a presença de ratos e cidadãos doentes ou a inclusão de cenas novas. Isto pode afetar a missão presente ou missões futuras. O sistema também influencia qual dos dois finais será alcançado, com variações baseadas em quais personagens viveram ou morreram. Usar a violência permite que as missões sejam completadas mais rapidamente do que usar furtividade, porém isso consome mais recursos como poções de vida e mágica, que são mais necessárias em combate.

### Habilidades

A jogabilidade de Dishonored em um dos níveis de missão. O jogador empunha uma arma enquanto o HUD no canto esquerdo mostra a quantidade disponível de vida e mágica, o poder selecionado no momento e a postura do personagem.

Dishonored tem seis poderes ativos, quatro passivos e quarenta "amuletos de baleia" que concedem bônus sobrenaturais, como a habilidade de aumentar a duração ou eficiência dos poderes. Inicialmente, apenas três amuletos podem ser acionados de uma vez, porém isto pode ser aumentado para seis por meio de melhoramentos opcionais. É possível que o jogador adquira todos os poderes e habilidades sem a necessidade de jogar o jogo uma segunda vez. Pontos de magia são necessários para usar as habilidades; a magia regenera-se parcialmente, porém é preciso poções para que uma grande quantidade seja restaurada. Diferentes tipos de habilidade requerem quantidades diferentes de magia. Habilidades e armas de longa distância são usadas pela mão esquerda do personagem, enquanto uma espada curta sempre fica na mão direita.
Os principais poderes sobrenaturais são desbloqueados e comprados usando "runas", artefatos esculpidos com osso de baleia, e cada um pode ser melhorado. Os poderes incluem "Visão Predatória", que permite que o jogador enxergue inimigos através de paredes e destaca objetos interativos; "Teleporte", que permite um teletransporte a curtas distâncias; "Possessão", que dá ao jogador a habilidade de possuir e controlar temporariamente outros personagens; "Rataria Voraz", que convoca um enxame de ratos mortais; "Distorção Temporal", que retarda ou congela o tempo"; "Rajada de Vento", uma rajada que pode derrubar inimigos; e "Assassinato Sombrio", que transforma corpos em cinzas e assim impede que sejam encontrados. O jogador também pode usar armas como espadas, granadas, besta e pistolas. Moedas precisam ser coletadas para melhorar armas e equipamentos.
A furtividade é baseada em limitar a visibilidade do jogador; esconder-se atrás de objetos, evitar o cone de visão dos inimigos e áreas iluminadas ajudam a reduzir a detecção. O jogador pode inclinar-se para os lados quando está atrás de um objeto a fim de observar a área ao redor. Contanto que o jogador mantenha-se escondido, os inimigos não o encontrarão. Também é possível olhar através das fechaduras para se ter uma ideia do que há atrás de portas fechadas. Aproximar-se por trás de inimigos furtivamente dá a opção do jogador subjugá-lo silenciosamente, com corpos mortos ou inconscientes podendo ser movidos e escondidos. Os guardas possuem vários estados de alerta, indo desde normal até desconfiado; eles podem tornar-se cientes da presença do jogador ou podem procurá-lo. A inteligência artificial reage a sons e pode ser distraída com barulhos com o objetivo de afastar inimigos de suas posições. Caso o jogador seja visto e consiga se esconder de novo, o estado de alerta dos guardas cairá para "ciente", porém não retornará para normal pelo restante da missão. Inimigos comunicam-se entre si seu estado de alerta, aumentando o nível geral por toda a área da missão.

## Sinopse

### Mundo
Dishonored se passa na cidade industrial de Dunwall, onde tecnologia e forças de outro mundo coexistem. A cidade é inspirada na Londres e Edimburgo entre o final do século XIX e início do século XX. Ela é a capital do Império das Ilhas e é governada por um regime opressor que chegou ao poder depois do assassinato da imperatriz e o sequestro de sua filha e herdeira legítima. Dunwall é um centro pesqueiro e baleeiro; óleo de baleia é um recurso valioso utilizado como principal fonte de energia. Um filósofo descobriu que o óleo poderia ser usado como combustível, com o governo usando-o para desenvolver armas, o que por sua vez gerou ampla corrupção. A cidade está sendo assolada por uma praga espalhada por ratos, isolando os ricos e matando os pobres. Os infectados choram sangue e pode se tornar violentos. O governo usa a praga como desculpa para expurgar cidadãos como bem quiserem. A ordem é mantida pelos Tallboys, oficiais armados que pilotam pernas mecânicas gigantes, enquanto os distritos são separados por barreiras conhecidas como "Muros de Luz", que são feitos de energia e desintegram qualquer pessoa não autorizada que tenta passar. Um grupo secreto de ativistas, os Lealistas, planejam derrubar o governo e instaurar a filha da imperatriz como a nova soberana.

### Personagens
O protagonista de Dishonored é Corvo Attano, ex-guarda-costas da imperatriz Jessamine Kaldwin (April Stewart). Corvo vira um assassino depois de ser acusado do assassinato da imperatriz. Ele é habilidoso em furtividade e combate, estando armado com aparelhos incomuns e possui grande poderes sobrenaturais. Corvo permanece silencioso durante todo o jogo a fim de permitir que o jogador se projete no personagem. Ele é auxiliado pelos Lealistas, liderados pelo almirante Havelock (John Slattery), e por seus membros: Piero Joplin (Brad Dourif), um inventor responsável por criar os aparelhos usados por Corvo; Treavor Pendleton (Derek Phillips), um parlamentar; Samuel (Ryan Cutrona), um comum que transporta Corvo para suas missões a bordo de um barco; o supervisor Teague Martin (Joel Johnstone) e Callista Curnow (Lena Headey), a governanta da filha da imperatriz, a jovem Emily Kaldwin (Chloë Grace Moretz). Outros personagens incluem Granny Rags (Susan Sarandon), uma ex-aristocrata que agora está cega e insana depois de passar anos morando na rua; Daud (Michael Madsen), líder de um grupo de assassinos; e Slackjaw (Al Rodrigo), um líder de gangue. Além deles, Gregg Berger e Carrie Fisher fazem as vozes dos autofalantes encontrados por toda a cidade e que espalham propaganda do governo.
O Estranho (Billy Lush) oferece ajuda a Corvo em suas missões. Descrito como uma mistura de Deus e Diabo, ele imprime sua marca na mão de Corvo, o que lhe concede poderes mágicos, e entrega um coração humano alterado (April Stewart) que conta segredos. O Estranho também já concedeu sua marca e poderes a outros personagens. O co-diretor Harvey Smith descreveu o personagem como uma figura amoral que concede habilidades mágicas, porém deixa ao recipiente escolher como usá-las.
Os alvos de assassinato de Corvo incluem Hiram Burrows (Kristoffer Tabori), o ex-mestre dos espiões da imperatriz que planejou a morte dela, culpou Corvo pelo assassinato e agora controla Dunwall como Lorde Regente; sua amante Senhora Boyle (Anna Graves), uma aristocrata que financia o exército; lordes Custis e Morgan Pendleton (Zach Hanks), parlamentares e irmãos de Treavor Pendleton; o Alto Supervisor Campbell (Daniel Hagen), líder da ordem religiosa da cidade; e Anton Sokolov (Roger L. Jackson), um inventor responsável pela criação de muitas das tecnologias avançadas vistas em Dunwall.

### Enredo
Corvo Attano volta de uma viagem ao exterior à procura de uma cura para a praga dos ratos e encontra-se com a imperatriz Jessamine Kaldwin da Torre de Dunwall. Os dois são atacados por um grupo de assassinos liderados por Daud, que prende Corvo magicamente, mata a imperatriz e sequestra a filha desta, Emily Kaldwin. O mestre dos espiões Hiram Burrows aparece e prende Corvo pelo assassinato de Jessamine e sequestro de Emily. Burrows assumiu o controle de Dunwall nos seis meses seguintes como Lorde Regente. Ele interroga Corvo na prisão e admite ter planejado o assassinato. A execução de Corvo é marcada para o dia seguinte, porém ele recebe uma carta dos Lealistas e os meios para escapar da prisão. Samuel o transporta até o bar Hound Pits, encontrando-se com os Lealistas e seu líder, o almirante Havelock.
Enquanto descansa no Hound Pits, Corvo é levado para um mundo de sonhos onde encontra-se com o Estranho, que lhe concede sua marca. Corvo é enviado pelos Lealistas atrás dos conspiradores por trás da trama de Burrows, seja por meios letais ou não letais, com o primeiro alvo sendo o Alto Supervisor Campbell. Corvo conhece Granny Rags e Slackjaw durante a missão, livrando-se de Campbell e descobrindo que Emily está sendo mantida em cativeiro em um bordel chamado Golden Cat sob a supervisão dos gêmeos Custis e Morgan Pendleton. Ele resgata a menina e livra-se dos irmãos. Emily é colocado aos cuidados de Callista a fim de ser preparada para tornar-se a futura imperatriz, enquanto Corvo é enviado para sequestrar o invetor Anton Sokolov, responsável pelas tecnologias de Burrows. Sokolov é interrogado pelos Lealistas e acaba revelando o nome da financista do regente, Senhora Boyle. Corvo se infiltra no baile de máscaras de Boyle e se livra dela.
Havelock depois disso confirma que eles já fizeram danos o bastante para atacarem Burrows. Corvo se infiltra na Torre de Dunwall e tira o regente do poder, descobrindo também que Burrows importou intencionalmente a praga dos ratos com o objetivo de dizimar as classes mais baixas da sociedade, porém reconhece que as coisas rapidamente saíram do controle. Corvo retorna ao Hound Pits onde os Lealistas comemoram seu sucesso. Ele bebe e depois disso desmaia em seu quarto. Ao acordar descobre que sua bebida foi envenenada por Samuel a pedido de Havelock e seus aliados Treavor Pendleton e Teague Martin. O objetivo era impedir que Corvo interferisse nos seus planos de instaurar Emily como imperatriz e controlá-la. Samuel permaneceu leal a Corvo ao lhe dar uma dose não letal de veneno, jogando-o no rio para fugir. Ele acorda e é feito prisioneiro por Daud e seus homens, que tem a intenção de reivindicar a recompensa por Corvo colocada por Havelock, agora o novo Lorde Regente.
Corvo derrota Daud e seus homens, atravessa uma distrito de Dunwall afundado no rio e segue até o esgoto, onde encontra Granny Rags tentando cozinhar Slackjaw vivo. É possível eliminar Slackjaw ou Granny Rags, que revela ser na verdade uma bruxa chamada Vera Moray. Corvo retorna ao Hound Pits e descobre que o local foi tomado por guardas e que Havelock matou boa parte dos Lealistas. Ele acaba salvando Piero, Sokolov e Callista e descobre para onde Emily foi levada. Corvo se infiltra na fortaleza de Havelock e subjuga Pendleton e Martin ou descobre que o novo regente já os matou a fim de garantir que as ações dos Lealistas nunca sejam descobertas. Ele lida com Havelock e resgata ou não Emily. O diário de Havelock revela que ele suspeitava que Emily era filha de Corvo com Jessamine.
O final varia de acordo com o nível de caos causado pelo jogador no decorrer de toda a história. Caso Emily seja resgatada, ela ascende ao trono como imperatriz com Corvo ao seu lado. Se pouco caos foi causado, uma era de ouro aproxima-se e a praga dos ratos é finalmente erradicada. Corvo morre de causas naturais depois de muitas décadas e a imperatriz Emily Kaldwin, a Sábia, o enterra ao lado da imperatriz Jessamine. Caso muito caos seja causado, a cidade permanece em tumulto e é tomada pela praga. Se Corvo por acaso falhar em salvar Emily, Dunwall se desmorona devido a praga e o tumulto político, enquanto ele foge da cidade por navio.

## Desenvolvimento

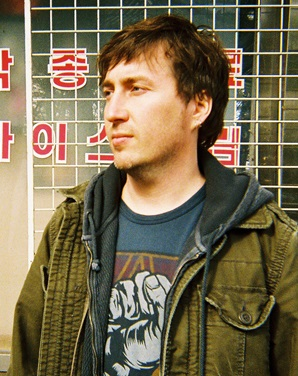
Harvey Smith, co-diretor de criação e co-roteirista de Dishonored.

Dishonored foi o primeiro título da Arkane Studios depois de ser adquirida em agosto de 2010 pela ZeniMax Media. A Bethesda Softworks, outra subsidiária da ZeniMax, abordou a Arkane e pediu para que desenvolvessem uma nova propriedade intelectual. A equipe já tinha ideias para criarem um título similar ao resultado final, porém não tinham nada de concreto na época que a Bethesda falou com eles. Toda a equipe da Arkane, incluindo seus escritórios de Lyon na França e em Austin nos Estados Unidos, trabalharam no jogo.
A Bethesda anunciou Dishonored oficialmente em 7 de julho de 2011 para as plataformas Microsoft Windows, PlayStation 3 e Xbox 360. Raphaël Colantonio, o fundador da Arkane, e Harvey Smith foram os diretores de criação do jogo, enquanto Ricardo Bare foi o projetista técnico chefe. O diretor de projeto visual foi Viktor Antonov, enquanto o diretor de arte Sebastien Mitton liderou a equipe artística; Mitton fora contatado em maio de 2009 por Antonov para que ajudasse a estabelecer a identidade visual para o novo jogo. Smith, Colantonio, Antonov e Mitton passaram três anos em pré-produção. O desenvolvimento de Dishonored terminou oficialmente em 28 de setembro de 2012, quando o título completo foi enviado para ser manufaturado.

### Projeto técnico
A equipe de desenvolvimento pesquisou de quais modos inesperados o jogador poderia combinar os poderes de Corvo, como misturar um pulo com a habilidade de teletransporte para poder atravessar grandes distâncias em vez de usá-las separadamente. A equipe tentou projetar os níveis de jogo para acomodar essas combinações ao invés de tentar restringi-las. Os projetistas não consideraram que todos os poderes que criaram durante o desenvolvimento eram adequados para o jogo, como um em que o jogador poderia transformar-se em uma sombra e mover-se pelas paredes. Alguns poderes passaram por várias revisões: uma versão de "Distorção Temporal" descongelava inimigos caso fossem tocados pelo jogador, enquanto "Possessão" originalmente permitia o controle remoto da vítima sem que o jogador habitasse seu corpo, porém isto oferecia um desafio menor. O equilíbrio na efetividade dos poderes do jogador foi considerado um desafio. Colantonio afirmou que "queríamos dar [ao jogador] poderes bem fortes, para se sentisse muito poderoso, porém ao mesmo tempo não queríamos que o jogo fosse muito fácil". Cada poder tem uma duração, custo de mágica e outras propriedades variáveis que permitiram que os desenvolvedores equilibrassem até mesmo as habilidades mais destrutivas ao fazerem com que fossem custosas a fim de limitar sua frequência de uso ou limitarem o tempo em que ficam ativas.
O sistema furtivo de Dishonored foi originalmente baseado naquele utilizado na série Thief, que usa níveis de iluminação e sombras para determinar se um inimigo pode ou não detectar a presença do jogador. Entretanto, a equipe da Arkane achou que não era nada realista que um inimigo poderia estar parado em frente de um jogador escondido nas sombras e mesmo assim não ser capaz de detectá-lo. Também foi considerado que fazer algumas áreas mais escuras iria esconder todo o trabalho dos desenvolvedores e não contrastaria bem com as áreas mais bem iluminadas. Grande parte dos diálogos ambiente foram escritos para serem extensos e que adicionassem detalhes de pano de fundo ao mundo de jogo, dessa forma entretendo jogadores furtivos que poderiam ficar em uma mesma área por muito tempo. Por outro lado, diálogos da história principal foram escritos para serem curtos com o objetivo de compensar pelo jogador poder interromper o personagem que está falando.
Os projetistas, ao criarem as missões, começaram elaborando uma área coesa, que foi preenchida com atividades para o jogador. Eles definiram diferentes caminhos para as áreas dos alvos, desenvolvendo-as e expandindo-as. Em seguida povoaram essas áreas com personagens não jogáveis, que receberam suas próprias funções e rotas de patrulha. Os projetistas então observavam como jogadores teste interagiam com os níveis, usando seus poderes afim de saberem se a área proporcionada tinha um desafio adequado para as habilidades disponíveis, reprojetando o nível se necessário. As missões inicialmente possuíam pouca informação direcional para enfatizar a liberdade do jogador de navegar pelo mundo do modo como desejasse, porém jogadores teste ficaram perdidos e obedeciam o comando de personagens não jogáveis de não irem para determinadas áreas, deixando-os incapazes de avançar. Os desenvolvedores assim adicionaram mais pistas visuais e verbais para ajudar. Alguns elementos e ideias foram removidos durante o processo de projeto, incluindo uma instituição mental em que Corvo precisaria lidar com pacientes sensíveis ao som.
O projetista Joe Houston comentou o uso da violência e suas consequências para a liberdade do jogo, relembrando uma experiência que teve ao assistir um jogador teste jogar uma missão em um baile de máscaras. Houston tinha determinado que não matar os personagens não jogáveis abria mais possibilidades e interações, porém o jogador matou sistematicamente todos os personagens do nível, o que o projetista achou preocupante. A equipe foi pressionada para cortarem uma cena do final do jogo em que Samuel, em resposta ao jogador matar indiscriminadamente durante o jogo, poderia trair Corvo ao alertar inimigos da sua presença. Smith explicou que "Todo mundo quer que um jogo eletrônico lhe diga que você é ótimo, não importa o que você faça. Se você chacina todo mundo – você matou as empregadas, você matou os velhos, você matou os pedintes – você é ótimo, aqui está uma medalha, você é o herói... Decidimos que isso era psicótico. Não combina com nossos valores... O que queríamos era deixar que você se expressasse no jogo, mas que o mundo reagisse a isso, pelo menos de algum modo. [Samuel], te trair e disparar o sinalizador, foi algo que tivemos de lutar".
Um dos elementos da jogabilidade era o Coração, um artefato feito de um coração humano modificado com tecnologia e mágica que ajuda o jogador a encontrar itens e que, segundo Smith e Colantonio, "informa as decisões [dos jogadores] sobre quando aplicar violência ou não, fazendo-o uma parte mais interessante e sutil da fantasia de poder". Ele foi originalmente projetado como um método de identificar os alvos através de vibração e mecânicas sonoras. Isto desenvolveu-se no conceito do Coração falar, estar vivo e com seus próprios objetivos. Sua jogabilidade continuou a evoluir e passou a proporcionar narrações e percepções sobre os personagens, o que ajudava a reforçar os temas da narrativa e também diferenciar as classes sociais de um modo mais sutil do que por meio de diálogos de exposição. Colantonio e Smith ficaram preocupados que o uso opcional do Coração faria com que muitos jogadores perdessem suas informações, porém consideraram que isso era uma consequência da liberdade dada ao jogador sobre como jogar.

### Arte
Dishonored originalmente se passava no Japão medieval, porém a ideia foi abandonada bem cedo no desenvolvimento por causa das dificuldades apresentadas do ponto de vista comercial da ambientação, além do fato de nenhum membro da equipe conhecer muito bem a cultura. Arkane moveu o local e tempo para a Londres de 1666, considerando que a cidade seria reconhecível tanto para europeus quanto norte-americanos. Desenhos posteriores foram inspirados pelas adições das mecânicas de jogabilidade, como os holofotes, barreiras eletrificadas e outras tecnologias do século XX, fazendo com que o local não mais se parecesse com Londres, assim a Arkane decidiu desenvolver uma cidade ficcional. Dunwall foi desenhada para ser uma "peça de época" "contemporânea e legal", inspirada principalmente em Londres e Edimburgo do final do século XIX e início do século XX. Smith descreveu porque Londres foi a ambientação original e como permaneceu uma inspiração importante:
| “ | Porque [1666] foi o último ano da praga e o ano do grande incêndio de Londres, que é claro terminou a praga ao queimar as favelas... Neste tipo de jogo você sempre está procurando por um modo de aumentar a tensão e, francamente, fazer o mundo um pouco mais perigoso e justificar o motivo de não haver grandes multidões em mercados. Então as pessoas tiveram a ideia dos enxames de ratos e estávamos falando independentemente sobre possessão, ai pensamos se deveríamos ser capazes de possuir os ratos e se eles poderiam limpar os corpos para que assim você não precisasse escondê-los. Todas essas peças funcionavam juntas. | ” |

Antonov descreveu sua inspiração de Londres como "uma grande metrópole, é bagunçada, é caótica e intensa... e é tanto exótica quanto familiar para americanos e europeus". Ele destacou a importância dessa familiaridade para diferentes culturas pois "você quer se comunicar com muitas pessoas quando cria uma nova peça de ficção". Ele comentou que Edimburgo proporcionava um sentimento de contenção e uma variedade de desenhos arquitetônicos, que foram combinados com uma visão futurista que Antonov disse que não eram comparáveis com o metal, rebites e vapor do steampunk. Mitton e Antonov viajaram para Londres e Edimburgo a fim de fazerem pesquisa de campo, tirando fotografias das pessoas, locais e objetos. Os dois evitaram as ruas mais movimentadas e focaram-se nas ruas paralelas e vielas que mais se encaixariam no mundo de Dishonored. Mitton afirmou: "Estávamos tentando projetar um jogo da perspectiva de um rato... se tivermos uma cidade pequena, de um ponto de vista contido, quais são todos os ângulos diferentes que podemos explorar?". Inspirações para os visuais também vieram das obras de artistas como John Atkinson Grimshaw, Canaletto e Gustave Doré. O mapa do mundo foi projetado como uma peça artística única e foi seccionado para que ficasse claro para os projetistas onde cada missão se passava.
Os visuais dos personagens foram inspirados por ilustrações de histórias de aventura e de piratas como Captain Blood, os trabalhos do desenhista Charles Dana Gibson e fotos de criminosos da Austrália e da Londres eduardiana. Um especialista em anatomia ajudou a garantir que a morfologia dos rostos dos personagens representassem britânicos, enquanto a Arkane procurou manter uma sensação de realismo e politicamente incorreto. Mitton estabeleceu anatomias e posturas especificas para grupos definidos de personagens como ricos, pobres e hostis, com os animadores criando movimentos estilizados para cada classe social e personagens específicos a fim de transmitir emoções. Por exemplo, os guardas da cidade possuem cabeças pequenas, ombros baixos e mãos grandes com animações que misturam movimentos humanos e de macacos. Antonov e Mitton empregaram um desenhista de carpetes russo para desenhar e pintar algumas artes vistas dentro dos ambientes do jogo.
Os projetistas primeiro conceberam os tallboys como arautos. Pernas de pau foram adicionadas depois de Mitton reparar que um dos funcionários da limpeza de seu escritório estava usando palafitas para limpar o local; o papel do arauto acabou depois sendo substituído pelos altos-falantes espalhados por Dunwall. Os tallboys então evoluíram para acendedores que iriam acender as lâmpadas das ruas com tanques de óleo de baleia, porém a equipe percebeu mais adiante no desenvolvimento que suas pernas mecânicas seriam úteis para queimar os mortos e lidar com cidadãos infectados com a praga, tudo isso permanecendo acima deles e evitando infecções, consequentemente levando a sua forma final de um guarda armado com um arco. Mitton também sugeriu adicionar uma lata de fósforo nas costas dos tallboys por motivos estéticos, porém Smith sugeriu que fosse óleo de baleia, o que por sua vez levou o artista a projetar navios baleeiros a fim de dar uma presença maior para as baleias na cidade. Para outras tecnologias, os projetistas construíram itens e veículos modernos ao conceitualizaram a tecnologia do século XXVIII, também criando itens do século XXVIII com ferramentas modernas.
O bar Hound Pits inicialmente era uma estrutura bem maior. A navegação pelo local ficou confusa a medida que o bar foi preenchido com muitas escadas, aposentos e estruturas escaláveis. A equipe achou que era melhor e mais fácil manter o exterior grande enquanto criavam e escondiam um interior menor. O exterior foi encolhido a fim de lembrar um edifício eduardiano, porém o interior permaneceu labiríntico e assim Colantonio pediu para que uma corrente fosse colocada do lado de fora do quarto de Corvo, permitindo que o jogador chegasse no telhado mais rapidamente. Os projetistas ficaram frustrados e decidiram selar o terceiro andar completamente. A equipe de arte continuou a receber pedidos no decorrer do desenvolvimento, fazendo com que estendessem o período de pré-produção até o final o ciclo de desenvolvimento. Cada desenho foi feito a mão.

### Música

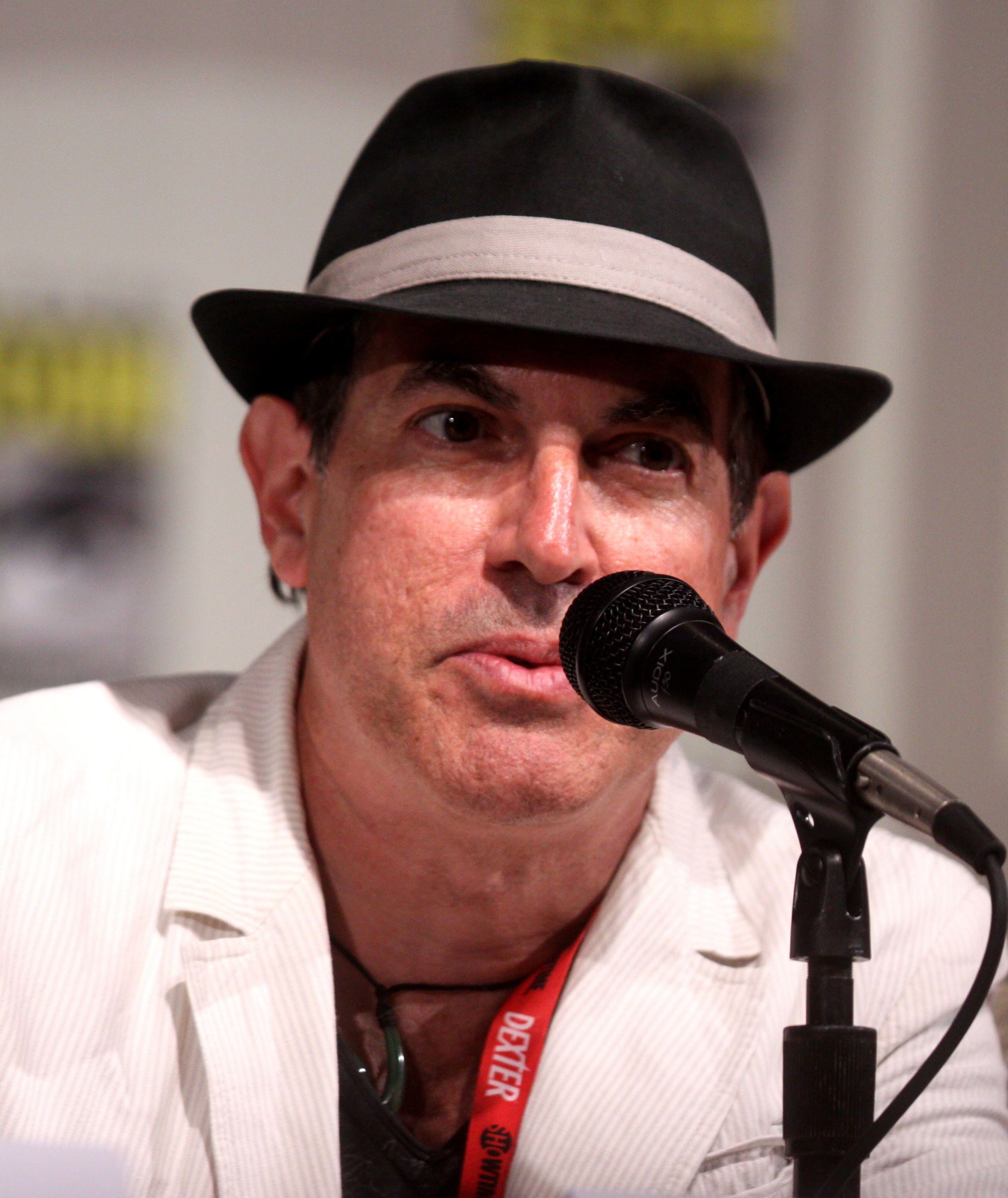
Daniel Licht, compositor da trilha sonora de Dishonored.

Daniel Licht compôs a trilha sonora de Dishonored, uma apresentação ambiente e a base de violino que foi pensada para representar a Londres do século XIX. A música de Licht tinha a intenção de fazer com que o jogador se sentisse instável e desconfortável. O compositor descreveu a trilha como uma "neblina maligna" que aparece e desaparece do jogo sem ser iniciada por qualquer momento roteirizado ou para avisar de um perigo iminente, em vez disso criando a sensação de um perigo sempre presente. Licht se encontrou limitado no desenvolvimento de temas de personagens específicos pois o jogo possuía poucas cenas cinemáticas que proporcionavam interações longas, assim ele focou-se principalmente em compor música ambiente. Alguns trechos de suas composições foram usadas nas poucas cenas cinemáticas, porém o compositor não esteve envolvido. Licht concebeu sua trilha como uma mistura de música antiga que se encaixa com a ambientação de época e técnicas do século XX como sons revertidos. A canção dos créditos finais foi "Honor for All", composta por Licht e seu sobrinho Jon, que também cantou os vocais. Ela foi escrita como uma recompensa para os jogadores que finalizassem o título. Um álbum da trilha sonora de Dishonored foi lançado em 31 de janeiro de 2013, contendo treze faixas e 32 minutos de música, incluindo "Honor for All".

## Lançamento
Dishonored foi lançado para Microsoft Windows, PlayStation 3 e Xbox 360 em 9 de outubro de 2012 na América do Norte e França, em 11 de outubro na Austrália e em 12 de outubro no restante da Europa. Smith, Colantonio e outros membros da equipe da Arkane celebraram o lançamento ao assinarem cópias do jogo em uma loja da GameStop em Austin. Uma edição "Jogo do Ano", contendo todos os conteúdos para download, estreou em 8 de outubro de 2013. A "Edição Definitiva", uma remasterização com gráficos melhorados e todos os conteúdos extras, foi lançada para PlayStation 4 e Xbox One em 25 de agosto de 2015 na América do Norte e em 28 de agosto na Europa.

### Divulgação
A Bethesda desenvolveu um jogo spin-off para iOS chamado Dishonored: Rat Assassin, que foi lançado gratuitamente em 30 de agosto de 2012. O título envolve os jogadores usando uma faca ou besta para matar ratos enquanto evitam bombas. Rat Assassin foi bem recebido pela variedade e quantidade de conteúdo oferecido, porém foi criticado pelos visuais escuros que dificultavam a visualização dos ratos. O jogo foi frequentemente comparado com outro título para celulares, Fruit Ninja.
Como parte do processo de divulgação, a Bethesda contratou a COPILOT Strategic Music + Sound para desenvolver "The Drunken Whaler", uma versão modificada da celeuma "Drunken Sailor". A COPILOT inicialmente decidiu usar crianças comuns para cantarem a letra em vez de chamarem um coral jovem profissional, querendo assim alcançar uma qualidade sombria e assustadora. Entretanto, foi difícil recrutar crianças em escolas para cantarem uma canção sobre gargantas cortadas e ratos famintos, assim então acabaram usando cantores adultos que eram capazes de imitar crianças e filhos de amigos. Os instrumentos incluíam violinos, violões desafinados e distorcidos e uma "batida de baleia" criada pela equipe, que batia em pranchas de madeira a fim de criar um som pulsante. "The Drunken Whaler" apareceu no trailer de Dishonored e teve uma recepção positiva durante a Electronic Entertainment Expo (E3) de 2012. Esse trailer foi assistido mais de 850 mil vezes no YouTube e recebeu o prêmio de Melhor Trailer da Machinima.
Uma série de três vídeos animados chamados de Tales from Dunwall estrearam em setembro de 2012. As histórias mostravam a descoberta do combustível a óleo de baleia, o Estranho concedendo sua marca a um menino em busca de vingança e o inventor Piero criando a máscara de Corvo. Todos os três foram produzidos pelo estúdio de animação Psyop e pela firma de publicidade Rokkan, tendo sido narrados por Chloë Grace Moretz e com músicas de Licht. Cada episódio de Tales from Dunwall recebeu um Prêmio Clio de ouro por realização em publicidade. No mesmo mês, Dishonored foi inspiração para efeitos de maquiagem prostética no programa de televisão Face Off.

### Conteúdo extra
Vários incentivos de pré-venda foram anunciados para Dishonored, incluindo um conjunto de 72 duas cartas de Tarot temáticas do jogo, um pendrive no formato de um tanque de óleo de baleia e uma capa para celulares. Incentivos de conteúdos para download ofereciam conjuntos dentro do jogo para o jogador, incluindo os pacotes "Arcane Assassin", "Shadow Rat", "Backstreet Butcher" e "Acrobatic Killer" que ofereciam aprimoramentos para as habilidades de Corvo, dinheiro e uma estatueta de uma das criaturas da história. Dunwall City Trials foi o primeiro conteúdo extra pós-lançamento e estreou no dia 11 de dezembro de 2012, contendo dez mapas de desafios. O jogador precisa derrotar ondas de inimigos, cumprir desafios cronometrados e realizar uma série de assassinatos de maneiras específicas a fim de completar as missões exigidas.
Duas expansões de história foram anunciadas em outubro de 2012 para lançamento em 2013, acompanhando o assassino Daud enquanto ele procura redenção por assassinar a imperatriz Jessamine na narrativa principal de Dishonored. O primeiro foi The Knife of Dunwall, lançado em 16 de abril de 2013. Daud tem seu próprio conjunto de habilidades semelhantes aos poderes de Corvo e com alguns únicos, como um em que pode convocar seus seguidores para ajudá-lo. Além disso, possui seus próprios aparelhos, como minas de atordoamento e granadas de fumaça. O enredo ocorre em paralelo com Dishonored, mostrando a perspectiva de Daud sobre os eventos do jogo. O projetista Ricardo Bare foi o diretor de criação. A segunda e última expansão foi The Brigmore Witches, que estreou em 13 de agosto de 2013. Ela continua a história de Daud enquanto ele tenta impedir um grupo de bruxas de realizarem um ritual maligno, concluindo com o seu destino escolhido pelo jogador na história de Dishonored. A jogabilidade é idêntica à expansão anterior e carrega todas as escolhas e melhoramentos dos dados salvos de The Knife of Dunwall.

## Recepção

### Pré-lançamento
Dishonored foi exibido publicamente na E3 de 2012 e apareceu em várias premiações relacionadas ao evento, incluindo quatro indicações do Game Critics Awards para Melhor Jogo de Ação/Aventura, Melhor Jogo de Console, Melhor Jogo Original e Melhor do Show. Também foi reconhecido no evento como o Jogo do Show pela GameSpy e um dos favoritos da Joystiq, sendo indicado pela Destructoid e Electronic Gaming Monthly. O título também venceu como Melhor Jogo de Ação pela GameSpy e Electronic Gaming Monthly, recebendo uma indicação da Destructoid. Também foi reconhecido como o Prêmio Escolha do Editor de Melhor da E3 2012 da GameSpot e Jogo Mais Original da G4TV. Outros incluem Melhor do Show da Digital Trends, e um dos dez melhores da E3 pelas revistas Paste e Stuff. A Kotaku escolheu a habilidade "Teleporte" como uma das "Top 27 Ideias" do evento. Jurados da Associação de Softwares de Entretenimento e da Academia de Artes e Ciências Interativas escolheram "Regente", uma peça de arte para o jogo feita pelo artista Sergey Kolesov, como uma das melhores da exibição Intel the Pixel em 2012. Na feira Gamescom de 2012, Dishonored venceu como Melhor da Gamescom e Melhor Jogo de Console. A Eurogamer nomeou o título no mesmo evento como o Jogo do Show.

### Crítica
Dishonored foi muito bem recebido pela crítica especializada ao ser lançado. No agregador de resenhas Metacritic, ele possui um índice de aprovação de 91/100 para a ver~soa Microsoft Windows a partir de 29 críticas publicas, 89/100 para a versão de PlayStation 3 baseada em 35 resenhas e por fim 88/100 no Xbox 360 levando em conta 56 resenhas.
O enredo foi recebido de forma polarizada, com os críticos elogiando as histórias individuais de cada missão, mas criticando o arco narrativo geral. Cam Shea da IGN disse que era "uma pena que a história de Dishonored não é melhor que a soma de suas incontestavelmente mais memoráveis partes", mas mesmo assim reconheceu que era "um jogo que você vai conversar com seus amigos sobre". Dan Whitehead da Eurogamer, Arthur Gies do The Verge e Patrick Klepek da Giant Bomb criticaram Dishonored por suas missões genéricas, erros narrativos e final abrupto. Klepek também criticou os diálogos e ambientes repetitivos durante as missões. Whitehead afirmou que as missões únicas, inventivas e memoráveis permitiam que a jogabilidade subvertesse o enredo geral. Alexander Sliwinski da Joystiq ficou decepcionado pelo final abrupto e que a história não explorou muito o mundo de Dunwall, porém comentou que a experiência como um todo o deixou querendo mais. Por outro lado, Susan Arendt do The Escapist achou que o enredo tinha bom ritmo, enquanto John Keefer da Shacknews afirmou que era emocionalmente imersivo e um "RPG em seu melhor narrativo", porém salientou que alguns pontos não foram propriamente explicados ou desenvolvidos.
A jogabilidade foi elogiada por dar liberdade ao jogador de usar métodos diferentes para completar objetivos e explorar as fases. Keefer escreveu que mecânicas como habilidades e equipamentos não eram essenciais e não distraíam da história, mas sim serviam como bônus especiais nas fases que poderiam ser completadas com criatividade e esperteza. Também falou que algumas missões ofereciam muita liberdade sem um guia, deixando o jogador perdido. Segundo Gies, Dishonored poderia inicialmente parecer desestruturado da perspectiva de projeto de fases, porém ficava claro depois de alguma exploração que muita consideração foi dada para as diferentes ações que o jogador poderia fazer, permitindo experimentação em vez de um projeto rígido de objetivo. Chris Watters da GameSpot gostou dos vários caminhos e métodos para se atravessar as fases com "habilidades cativantes", particularmente "Teleporte", e a liberdade de escolha que fazia do título "um dos jogos mais notáveis" de 2012. Arendt afirmou que sua flexibilidade era também uma deficiência, pois certos estilos de jogo favoreciam certas habilidades que, quando totalmente melhoradas, impossibilitavam a exploração das fases para mais aprimoramentos e recursos. Joe Juba da Game Informer falou que Dishonored punia jogadores que seguiam certos caminhos, particularmente violência, resultando em uma jogabilidade mais difícil e um final menos satisfatório, consequentemente encorajando furtividade. Jason Schreier da Kotaku contrastou o título com outros jogos eletrônicos contemporâneos, dizendo que enquanto os outros exigem que o jogador encontre uma solução específica para passar por um quebra-cabeça ou para derrotar um inimigo, Dishonored "parece o cercadinho de um projetista", proporcionando uma gama de ferramentas e então permitindo experimentação em como interagem, ou quebram, o mundo.
Críticos também gostaram de como a variedade da jogabilidade encorajava os jogadores a jogar o título mais de uma vez. Alex Dale da Computer and Video Games elogiou a grande variedade apresentada, dizendo que "Dishonored não exige que você veja tudo que tem ele a oferecer, porém é compulsivo o bastante para garantir que você veja". William Colvin da news.com.au escreveu que considerava que o único problema do jogo era que ele oferecia opções demais, enquanto Watters afirmou que o título alcançava o feito raro de ser "compulsivamente rejogável". Foram levantados alguns problemas sobre a movimentação de Corvo; Whitehead comentou que os controles não eram muitos responsivos quando usados em situações contextuais. Por outro lado, Sliwinski achou que os controles funcionavam bem.
A inteligência artificial foi alvo de algumas criticas, com as resenhas considerando que ela era inconsistente. Whitehead criticou sua experiência com inimigos que eram capazes de ver Corvo a grandes distâncias mas algumas vezes não o detectavam quando estava na área da visão periférica. Juba achou que havia uma inconsistência na detecção dos inimigos que levava a mecânicas furtivas imprevisíveis e não confiáveis que poderiam forçar jogadores furtivos para dentro de uma situação de combate indesejada, algo para qual o personagem não fora preparado. Para Jake Gaskill da G4, a inteligência artificial funcionava bem em combate, com os inimigos empregando táticas diferentes e contra-atacando ataques, porém afirmou que os inimigos ignoravam ações diretamente à frente quando não alertados. Watters também mencionou buracos na inteligência artificial dos inimigos, porém disse que ela permaneceu suficientemente persistente para que os oponentes se mantivessem desafiadores.
Os visuais a desenho artístico de Dishonored foram muito elogiados. Gaskill afirmou que o estilo artístico único e o mundo de jogo eram tanto vívidos quanto completamente realizados, enquanto Gies escreveu que o título tinha "uma visão e desenho unificados que destaca-se de seus contemporâneos como algo diferente". Colvin descreveu Dishonored como "um triunfo para o meio [dos jogos eletrônicos]... que estabelece um padrão para visuais, história e interpretação de personagens", também dizendo que "é facilmente o jogo mais bonito que você jogará este ano". Juba achou que a tecnologia "inspirada em steampunk" era fascinante, também destacando como o estilo visual e direção de arte ofereciam uma estética distinta que complementa a mitologia "sombria e perturbadora" encontrada na cidade.
Críticos compararam Dishonored com outros jogos eletrônicos bem recebidos do começo da década de 2000, como os títulos das séries Deus Ex e Thief. Tom Hoggins do The Daily Telegraph afirmou que jogar era como "pensar nos jogos da virada do século que valorizavam a escolha e controle do jogador", comparando-o com títulos contemporâneos que eram "barulhentos, montanhas-russas de emoções baratas obcecados com urras militares e peças de ação mal-interativas". Dale disse que Dishonored era "um dos melhores jogos desta geração" e que ele excedia ao tirar inspiração de jogos mais antigos e ao permitir que o jogador encontrasse soluções sem conselhos. Dale também afirmou que era o primeiro jogo verdadeiramente furtivo em muito tempo, com a comparação mais próxima sendo Thief na geração de consoles contemporâneos. Schreier escreveu que o jogo mistura "a estrutura faça o que quiser de Deus Ex com o projeto de mundo magistral de BioShock".
The Knife of Dunwall foi elogiado por seu projeto de fases, que encorajavam exploração para encontrar conteúdos escondidos e caminhos alternativos. Modificações de certas habilidades, particularmente "Teleporte", também foram bem recebidas pelas mudanças que traziam para a jogabilidade em relação ao jogo principal. Entretanto, a história foi criticada. Gies comentou que Daud não tinha motivos para querer procurar redenção e que permitir que ele fosse jogado de forma não letal criava uma desconexão com a narrativa principal. Shea considerou que a expansão parecia apenas metade de um jogo completo, não tendo urgência na história e sem uma conclusão satisfatória. O enredo de The Brigmore Witches teve uma recepção mais mista, com Fraser Brown da Destructoid  achando que o conteúdo extra oferecia uma narrativa mais interessante, enquanto Gies e Richard Cobbett da PC Gamer acharam que faltava a mesma tensão de The Knife of Dunwall e que o final pareceu corrido e insatisfatório. A jogabilidade foi considerada uma melhora, proporcionando níveis mais intrincados e uma construção de mundo mais sutil que criava uma jogabilidade que necessitava de uma abordagem mais cuidadosa. Cobbett gostou de como cada missão tinha um tema distinto, proporcionando jogabilidades furtiva e violenta adequadamente, já Gies disse que apenas a última missão era uma melhora em relação a expansão anterior, apresentando novas mecânicas que forçavam mudanças em jogadores furtivos.

### Vendas
Dishonored foi o terceiro jogo mais vendido na Steam uma semana antes de seu lançamento, apenas na base de pré-vendas. Ele foi o segundo jogo mais vendido em todos os formatos disponíveis durante sua semana de estreia no Reino Unido, atrás apenas de FIFA 13, o jogo mais vendido em Microsoft Windows e o maior lançamento de um título original em 2012, superando Sleeping Dogs. Foi no geral o 24º jogo mais vendido de 2012 no Reino Unido e o segundo entre os originais. Dishonored foi o quarto jogo mais vendido em outubro na América do Norte, vendendo 460,2 mil cópias físicas, ficando atrás apenas de Pokémon Black Version 2, Resident Evil 6 e NBA 2K13. Ele foi o título mais vendido na Steam durante o fim de semana do feriado de Ação de Graças de 2012.

### Prêmios
Dishonored venceu e foi indicado a diversas premiações. Foi o vencedor do prêmio de Melhor Jogo de Ação-Aventura na cerimônia de 2012 da Spike Video Game Awards, também sendo indicado em outras cinco categorias: Jogo do Ano, Melhor Estúdio para a Arkane, Melhor Jogo de PlayStation 3, Melhor Jogo de Xbox 360 e Melhores Gráficos. Nos prêmios DICE de 2013, entregues pela Academia de Artes e Ciências Interativas, o título foi indicado como Jogo de Aventura do Ano, Direção de Arte, Direção de Jogo, Engenharia de Jogabilidade e História, porém não venceu nenhum. A Sociedade dos Efeitos Visuais indicou Viktor Antonov, Sebastien Mitton, Jean-Luc Monnet e Julien Roby para Melhores Visuais em Tempo Real em um Jogo Eletrônico. Dishonored também venceu o prêmio de Escolha do Público em 2013 no Game Developers Choice Awards, recebendo outras quatro indicações nas categorias de Jogo do Ano, Melhor Projeto de Jogo, Melhor Narrativa e Melhores Artes Visuais.
O título venceu os prêmios de Melhor Jogo Geral de Ação e Melhor Jogo de Ação de PC pela IGN, recebendo indicações em Melhor Jogo Geral e Melhor Jogo de Ação tanto para PlayStation 3 quanto Xbox 360. A Game Infomer nomeou Dishonored como o Melhor Jogo de Ação e um dos cinquenta melhores do ano. Além disso, a PlayStation Official Magazine o escolheu como o Jogo do Ano, a Official Xbox Magazine o elegeu o Jogo Mais Original, a 1UP.com o colocou como um de seus jogos favoritos de 2012, a Jeux Video o listou como o segundo melhor jogo para computadores do ano e a ActionTrip o escolheu o Melhor Jogo de Ação. Dishonored foi eleito o Melhor Jogo de Ação/Aventura nos prêmios de final de ano da Yahoo! Games, enquanto a GameSpot colocou o título como Melhor Jogo de Ação/Aventura, Melhor Jogo de PlayStation 3 e Melhor Jogo de Xbox 360. No British Academy Games Awards de 2013, Dishonored venceu o prêmio de Melhor Jogo e recebeu indicações nas categorias de Melhor Projeto e História. O título foi indicado em seis categorias no Golden Joystick Awards: Jogo do Ano, Melhor Novato, Melhor Narrativa, Estúdio do Ano para a Arkane, Melhor Desenho Visual e Melhor Momento de Jogo para a missão "Lady Boyle's Last Party". A revista Edge escolheu a Arkane como o Estúdio do Ano.
Dishonored também apareceu em várias listas de melhores de 2012, ficando em primeiro na Ars Technica, CBS News, CNET, CNN, Edge, Daily Mirror, Forbes e The Guardian; aparecendo como número três da GameFront, Metro e Paste; foi o quinto da USA Today; o número seis da GameSpy e Joystiq; e o décimo da Slant Magazine. A Gamasutra o listou como um dos dez melhores de 2012, enquanto os leitores da Eurogamer o escolheram como o melhor do ano. A GamingBolt listou Dishonored em 2013 como o 95º melhor jogo da história, em 2014 foi colocado pela IGN como o 67º melhor da sétima geração de consoles, a PC Gamer no mesmo ano o listou como o 32º dos melhores jogos para computador, enquanto em 2015 apareceu como o 23º melhor jogo em primeira pessoa da Rock, Paper, Shotgun o sexto melhor jogo para computadores pela PC Gamer e o 97º melhor jogo de todos os tempos pela IGN em 2019.

## Sequências
A Bethesda afirmou em novembro de 2012 que as vendas de Dishonored tinham superado as expectativas e, como resultado, a Bethesda tinha a intenção de transformá-lo em uma franquia. A sequência, Dishonored 2, foi anunciada em junho de 2015, tendo Corvo e Emily como personagens jogáveis. O jogo foi lançado para Microsoft Windows, PlayStation 4 e Xbox One em 11 de novembro de 2016. Uma expansão autônoma chamada Dishonored: Death of the Outsider foi anunciada em junho de 2017. A protagonista é Billie Lurk, uma personagens dos conteúdos para download de Dishonored, e foi lançada nas mesmas plataformas que Dishonored 2 em 15 de setembro de 2017.